# Даунії

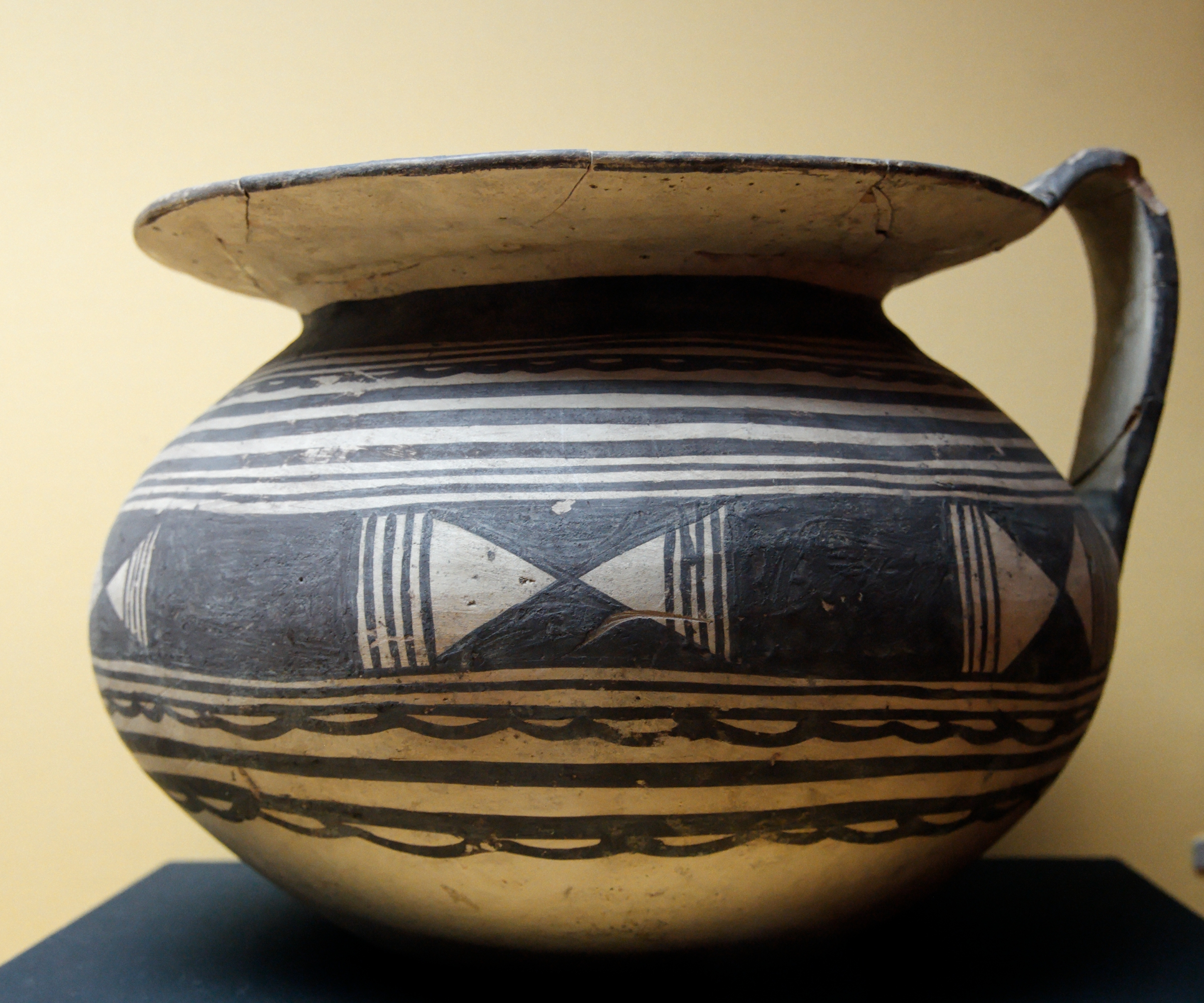
Даунський горщик, теракота, субгеометричний стиль (Дауніан II), 550—400 рр. до н. е.

Даунії (грец. Δαύνιοι, трансліт. Daúnioi; лат. Daunii) — одне з племен япигів, що населяли в античності північну Апулію. Відповідно, два інших племені япигів — певкети і мессапіани, населяли центральну і південну Апулію. Усі три племені розмовляли мессапською мовою, але розвинули окремі археологічні культури до сьомого століття до нашої ери. Проте на даунській території також розмовляли осканською мовою, про що свідчать легенди про місцеві монети.
Даунії жили у області Даунія, яка простягалася від річки Даунських гір на південному сході до півострова Гаргано на північному заході. Цей регіон здебільшого збігається з сучасними провінцією Фоджа та частиною провінції Барлетта-Андрія-Трані.

## Походження

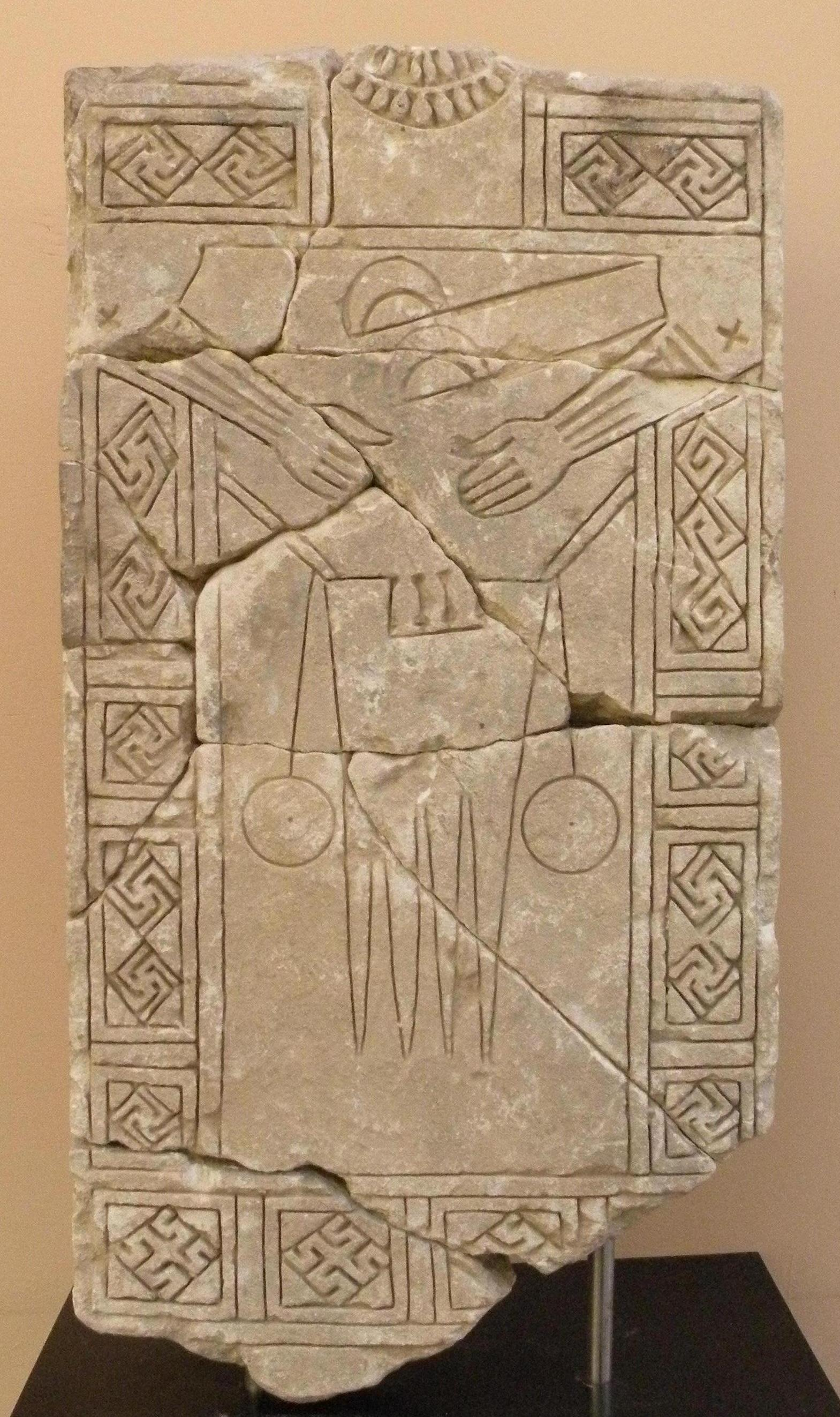
Даунська стела, вапняковий могильний знак (?), 610—550 рр. до н.е

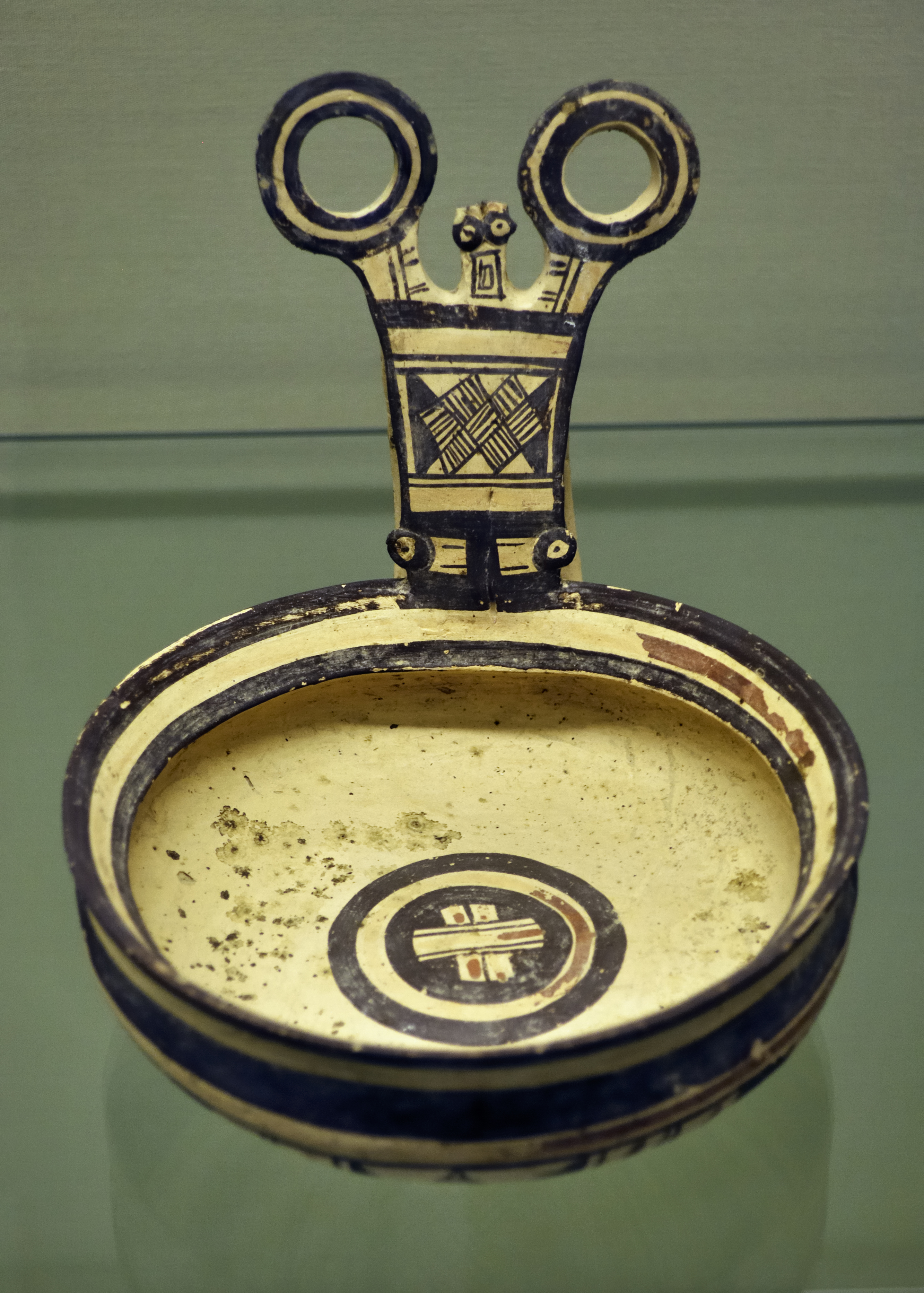
Даунський субгеометричний Кіаф, 550—440 рр. до н.е

Ближче до пізньої бронзи (XI—X століття до н. е.) іллірійське населення зі східної Адріатики прибуло до Апулії. Іллірійці в Італії, об'єднані з колишніми народами і групами з Егейського моря, ймовірно, з Криту, створили япігійську цивілізацію, яка складалася з трьох племен: певкетів, мессапів та даунів. Раніше регіон населяли італійські народи Південної Італії, зокрема авзони / оски, сабіни, лукани, пееліні, брутти, кампани, екі, самніти і френтани.
Дауні були схожими та одночасно відрізнялися від певкетів і мессапів, які оселилися в центральній і південній Апулії. Будучи також під меншим впливом цивілізації Кампанії, вони мали більш своєрідну культуру, зокрема даунські стели, серію надгробних пам'яток, виліплених у VII—VI століттях до нашої ери на рівнині на південь від Сіпонто, а зараз в основному зберігаються в Національному археологічному музеї Манфредонії. Особливо вражає даунська кераміка (поки що мало вивчена), яка починається з геометричних візерунків, але зрештою включає грубі фігури людей, птахів і рослин.
Основними даунськими центрами були Теанум Апулум (у межах сучасного Сан-Паоло-ді-Чівітате), Урія-Гарганіка, місцезнаходження якого, хоча достовірно невідоме, Казоне, Лучера, Мерінум (Вієсте), Монте-Сарацено (поблизу Маттіната), Сіпонто, Коппа. Невіґата, Купола, Салапія (поблизу Черіньоли та Манфредонії), Арпі (поблизу Фоджі), Еке (поблизу Трої), Вібінум (Бовіно), Кастелуччо деі Саурі, Гердонія (Ордона), Аускулум (Асколі Сатріаноар), Каноза ді Апулія, Лавелло і Веноза.

## Етимологія
Етнонім пов'язаний з назвою вовка, ймовірно, тотемної тварини цього народу. Культ вовка був широко поширений у Стародавній Італії і був пов'язаний з аркадським містерійним культом. «Даунос» означає «вовк», відповідно до стародавніх глосс,  і споріднений з грецьким «τηαυνος (thaunos)» (і порівняно також з «τηēριον (thērion)» у лексиконі Ісіхія Олександрійського), від індоєвропейського кореня *dhau- (буквально) «душити», що означає «задушити». Серед даунських міст можна згадати Луцеру (Леукарія), а серед інших народів етноніми Лукани (Луканої) та Хірпіні, від іншого слова, що означає вовк. Результат протоіндоєвропейського дзвінкого аспірату dh властивий іллірійським мовам і тому відрізняється від відповідних латинських faunus та Oscan, що не засвідчено.

## Присутність у стародавній Італії
Серед давніх авторів (Псевдо-Скілакс, Вергілій, Фест, Сервій) є численні свідчення про присутність даунів за Апеннінами в Кампанії та Лаціоні, де деякі міста засвітчували своє діомедійське походження. Найпомітнішим прикладом є Ардея, центр рутулів, які вважалися даунами: Вергілій пише, що батьком Турна був Даун. Фест пише, що король Луцер з Ардеї воював разом з Ромулом проти Тита Тація, і від цього походить назва римського Люцера.

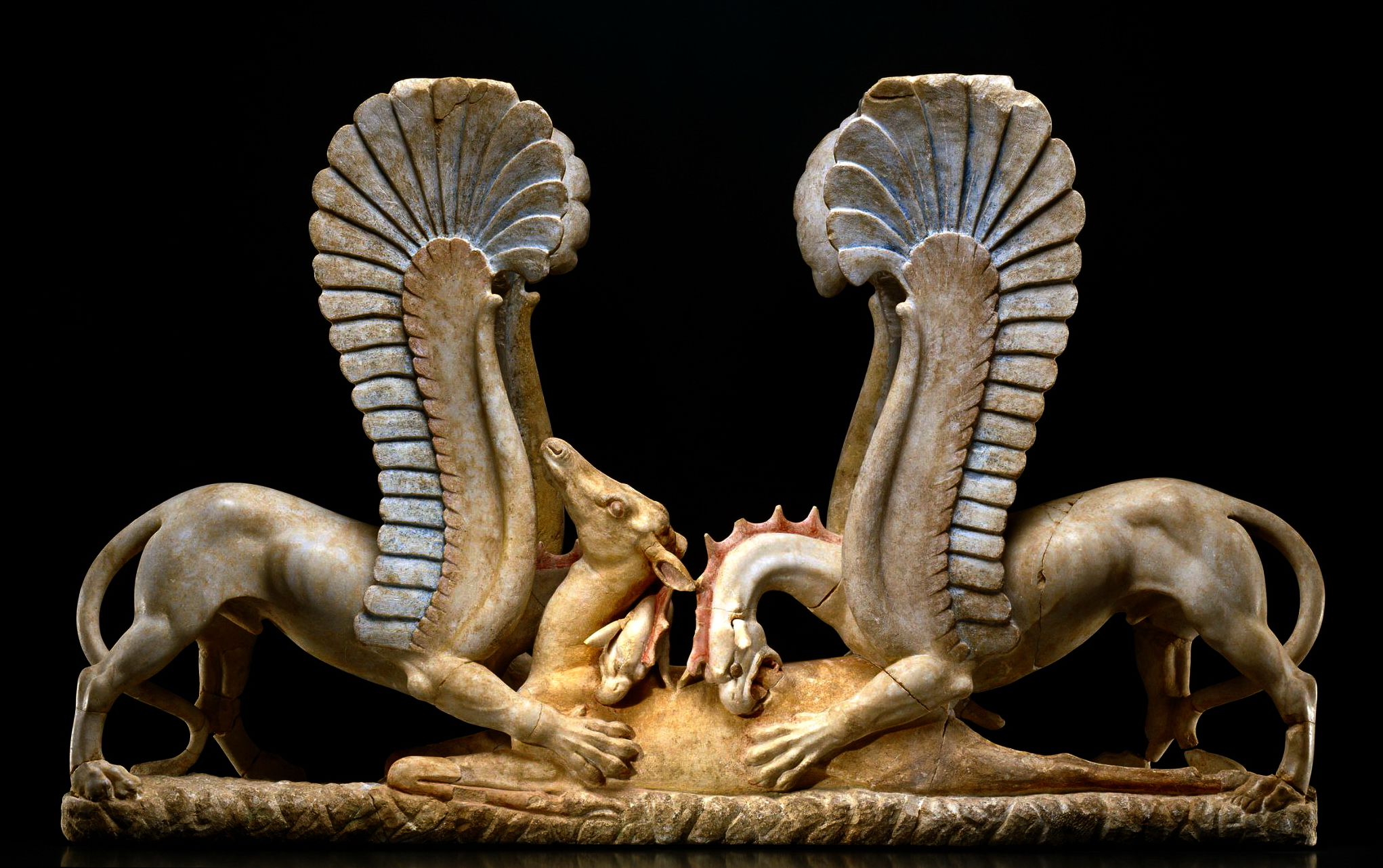
Постамент столу (трапезофорон) з поліхромного мармуру з двома грифонами, що пожирають оленя (з даунської могили 4 ст. до н. е.).